# 奧斯塔夫耶沃國際機場
奧斯塔夫耶沃國際機場是一座B級機場，位於波多利斯克北方8.7公里處。該機場為俄羅斯天然氣工業航空擁有以及營運。該機場原為軍用機場，但於2000年興建新航廈並改為民用機場。

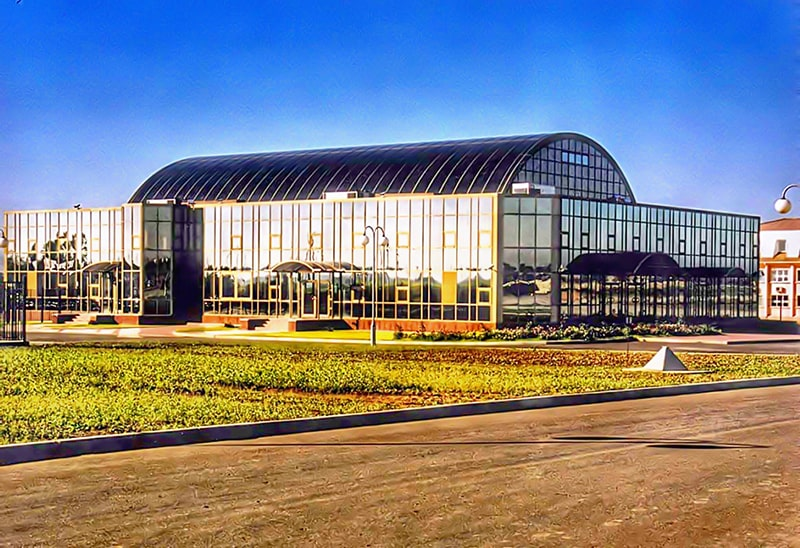
Ostafyevo机场的建设